# (9774) Annjudge
(9774) Annjudge (1993 NO) – planetoida z pasa głównego asteroid okrążająca Słońce w ciągu 4,04 lat w średniej odległości 2,53 j.a. Odkryta 12 lipca 1993 roku.